# Apistogramma macmasteri
Apistogramma macmasteri es una especie de peces de la familia Cichlidae en el orden de los Perciformes.

## Morfología
Los machos pueden llegar alcanzar los 5,5 cm de longitud total.

## Distribución geográfica
Se encuentran en Sudamérica: cuenca en los rios Guaytiquía och Metica, tributarios del río Orinoco. Apistogramma macmasteri viven en áreas con mucho raíces y ramas muertas.